# بريندا لويس
بريندا لويس (بالإنجليزية: Brenda Lewis)‏ هي مغنية ومغنية أوبرا أمريكية، ولدت في 2 مارس 1921 في هاريسبرج في الولايات المتحدة، وتوفيت في 16 سبتمبر 2017 في ويستبورت (كونيتيكت) في الولايات المتحدة.

## وصلات خارجية
- بريندا لويس على موقع IMDb (الإنجليزية)
- بريندا لويس على موقع ميوزك برينز (الإنجليزية)
- بريندا لويس على موقع قاعدة بيانات برودواي على الإنترنت (الإنجليزية)
- بريندا لويس على موقع أول ميوزيك (الإنجليزية)
- بريندا لويس على موقع ديسكوغز (الإنجليزية)